# Elleanthus magnicallosus
Elleanthus magnicallosus är en orkidéart som beskrevs av Leslie Andrew Garay. Elleanthus magnicallosus ingår i släktet Elleanthus och familjen orkidéer. Inga underarter finns listade i Catalogue of Life.